# Lucius Valerius Claudius Acilius Priscillianus Maximus
Lucius Valerius Claudius Acilius Priscillianus Maximus (fl. 233-256) était un homme politique de l'Empire romain.

## Vie
Fils de Lucius Valerius Messalla Apollinaris et de sa femme Claudia Acilia Priscilliana.
Il fut consul I en 233, préfet de la Ville de Rome en 255 et consul II en 256.
Il fut le père de Lucius Valerius Claudius Poplicola Balbinus Maximus et de Valeria Priscilliana, épouse de Marcus Junius Maximus, consul en 286.